# Округ Робертсон (Кентаки)
Округ Робертсон (енгл. Robertson County) је округ у америчкој савезној држави Кентаки.

## Демографија
По попису из 2010. године број становника је 2.282, што је 16 (0,7%) становника више него 2000. године.
| Група             | 2000.         | 2010.         |
| Белци             | 2.233 (98,5%) | 2.232 (97,8%) |
| Афроамериканци    | 1 (0,0%)      | 4 (0,2%)      |
| Азијати           | 0 (0,0%)      | 2 (0,1%)      |
| Хиспаноамериканци | 21 (0,9%)     | 22 (1,0%)     |
| Укупно            | 2.266         | 2.282         |